# Équipe du Mexique de baseball
Uniformes
L'équipe du Mexique de baseball représente le Mexique lors des compétitions internationales, comme le Classique mondiale de baseball, les Jeux olympiques ou la Coupe du monde de baseball notamment.
Lors des Jeux Panaméricains 2007 à Rio de Janeiro, les Mexicains parviennent en demi-finales, mais s'inclinent à ce stade de la compétition contre les États-Unis, 2-1.

## Palmarès
Jeux olympiques
- 1992 : non qualifiée
- 1996 : non qualifiée
- 2000 : non qualifiée
- 2004 : non qualifiée
- 2008 : non qualifiée
- 2020 : éliminée au 1er tour

Classique mondiale de baseball
- 2006 : 6e
- 2009 : éliminée au 2e tour
- 2013 : éliminée au 1er tour
- 2017 : éliminée au 1er tour
- 2023 :  3e

Coupe du monde de baseball
- 1940 : 6e
- 1941 :  3e
- 1942 : 4e
- 1943 :  2e
- 1944 :  2e
- 1945 : non qualifiée
- 1947 : 4e
- 1948 : 4e
- 1950 : 7e
- 1951 : 9e
- 1952 : 7e
- 1953 : 9e
- 1961 :  2e
- 1965 :  2e
- 1969 : 9e
- 1970 : non qualifiée
- 1971 : 9e
- 1972 : 6e
- 1973 : 10e
- 1974 : non qualifiée
- 1976 : 10e
- 1978 : 8e
- 1980 : 11e
- 1982 : non qualifiée
- 1984 : non qualifiée
- 1986 : non qualifiée
- 1988 : non qualifiée
- 1990 : 11e
- 1994 : non qualifiée
- 1998 : non qualifiée
- 2001 : non qualifiée
- 2003 : 12e
- 2005 : non qualifiée
- 2007 : 7e
- 2009 : 11e
- 2011 : non qualifiée

WBSC Premier 12
- 2015 : 4e
- 2019 :  3e

Jeux panaméricains
- 1951 :  3e
- 1955 : non qualifiée
- 1959 : 5e
- 1963 :  3e
- 1967 : non qualifiée
- 1971 : non qualifiée
- 1975 : non qualifiée
- 1979 : 9e
- 1983 : non qualifiée
- 1987 : non qualifiée
- 1991 : non qualifiée
- 1995 : non qualifiée
- 1999 : non qualifiée
- 2003 :  3e
- 2007 :  3e
- 2011 : 4e
- 2015 : non qualifiée
- 2019 : non qualifiée
- 2023 :  3e

Coupe intercontinentale de baseball
- 1973 : non qualifiée
- 1975 : non qualifiée
- 1977 : non qualifiée
- 1979 : non qualifiée
- 1981 : non qualifiée
- 1983 : non qualifiée
- 1985 : non qualifiée
- 1987 : 8e
- 1989 : non qualifiée
- 1991 : 6e
- 1993 : 7e
- 1995 : 8e
- 1997 : non qualifiée
- 1999 : non qualifiée
- 2002 : 9e
- 2006 : non qualifiée
- 2010 : non qualifiée